# Daryl Dragon
Daryl Frank Dragon (Los Ángeles, California; 27 de agosto de 1942-Prescott, Arizona; 2 de enero de 2019) fue un músico y compositor estadounidense, conocido como Captain («Capitán») del dúo de música pop Captain & Tennille con su entonces esposa, Toni Tennille.

## Carrera
Nacido en una familia de músicos, Dragón era el hijo del director de orquesta, compositor y arreglista Carmen Dragon y de Eloise Rawitzer, y el hermano mayor de Dennis Dragon, miembro del combo pop de los años 60 The Dragons y la banda de surf de los años 80, los Surf Punks. Su padrino fue el actor y comediante Danny Thomas.
La imagen familiar y el nombre artístico de Dragon provinieron de su época como tecladista en The Beach Boys desde 1967 hasta 1972. El cantante principal de los Beach Boys, Mike Love, le dio el apodo de «Captain Keyboard» («Capitán Teclado»), y quedó; Dragon comenzó a usar un sombrero de capitán náutico para ir junto con el nombre. Como Captain en Captain & Tennille, Dragon con frecuencia se mantuvo en silencio y era un hombre de muy pocas palabras, como contraste a su viviente y extrovertida esposa, Toni Tennille.

## Trabajo musical fuera de Captain & Tennille
En 1962, Dragon se convirtió en miembro de la banda Charles Wright and the Wright Sounds, que incluía al futuro miembro de la Watts Band John Raynford. También interpretó en The Yellow Balloon en 1967.
En 1968, Dragon y su hermano Dennis formaron una banda de estudio llamada The Mission, que produjo un sencillo único en el pequeño sello de Bet Records: «Calmilly»/«Galing Made It». Las canciones más tarde aparecieron en un álbum conjunto en 1971 titulado Me and My Brother (ayudado por otro hermano, Doug, quien hizo de vocalista), que se lanzó en CD en 2005.
En el doble LP The Visit de Bob Smith, lanzado en 1970, Dragon se acredita como Captain Keyboard.
Dragon también hizo importantes contribuciones con el teclado y en composición musical en el lanzamiento de los Beach Boys en 1972, Carl and the Passions - "So Tough"; él coescribió la canción «Cuddle Up» con Dennis Wilson. Además, las orquestaciones de Dragon en las pistas «Make It Good» y «Cuddle Up» tradujeron las ideas melódicas que Wilson estaba buscando. Además, Dragon organizó la coda en «Don't Go Near the Water» del lanzamiento de 1971 de The Beach Boys Surf's Up.
Dragon contribuyó vibráfono y melódica en la canción «Wind 'n' Sea» de la banda Farm, un grupo reunido por Dennis y Doug para la banda sonora de The Innermost Limits of Pure Fun, una película de surf dirigida por George Greenough. También hizo trabajo de sesión con Dennis para la banda sonora de Go for It y, a principios de la década de 1980, con la banda de rock Survivor. En 1981, Dragon contribuyó al álbum de The Carpenters Made in America, tocando sintetizadores en «(Want You) Back In My Life Again». En 1996, Dragon tocó el teclado en varias pistas del álbum homónimo de la banda de punk pop Size 14.

## Vida personal

### Condición neurológica
A fines de 2009, Toni Tennille anunció que su esposo había desarrollado un temblor esencial. Según Tennille, su condición no era ni debilitante ni terminal. Más bien, su notable temblor se vio agravado por el estrés y la ansiedad. Posteriormente, la condición de temblor limitó la mayoría de las apariciones públicas del Dragon. A partir de noviembre de 2009, Dragon estaba bajo el cuidado de un médico para determinar el mejor método de tratamiento.
En septiembre de 2010, Tennille aclaró públicamente la condición de su esposo como «una condición neurológica (que luego se confirmó como un temblor esencial), lo que hace que tenga temblores». Tennille indicó que la condición era debilitante para las habilidades de Dragon como músico.

### Divorcio
Tennille solicitó el divorcio de Dragon en Arizona el 16 de enero de 2014, después de 39 años de matrimonio. Dragon dijo que no estaba al tanto de esto hasta que se le entregaron los papeles del divorcio. Dragon, contactado por TMZ.com el 22 de enero de 2014, declaró: «No sé por qué Toni solicitó el divorcio».
El 23 de enero de 2014, The Washington Post informó que el seguro de salud relacionado con problemas de salud podría ser la razón del divorcio, ya que ambos asuntos se mencionaron en documentos de divorcio presentados ante los tribunales. Tennille había informado en su blog en 2010 que la condición neurológica de su marido se caracterizaba por temblores tan extremos que ya no podía tocar los teclados.
El divorcio se finalizó en julio de 2014. En sus memorias, Tenille describió su matrimonio como sin amor y sin afecto físico.
Respecto a las nuevas memorias de su exesposa, Dragon dijo: «No, no lo he leído». En una entrevista realizada el 17 de marzo de 2016, Dragon, respondiendo al libro de su exesposa, solo comentaba: «Estaba drogado (en el momento de su divorcio), eso es todo lo que puedo decir».
El 12 de abril de 2016, mientras aparecía en el programa Today, Tennille confirmó que su divorcio de Dragon se había finalizado, y declaró que la razón del divorcio era la «incapacidad de ser cariñoso» de Dragon. Tennille luego dijo que Dragon había reaccionado positivamente al segmento de Today y le había dicho; «Te vi en The Today Show. Estaba orgulloso de ti».
En una entrevista publicada en el número de febrero de 2017 de People, Dragon dijo que estaba progresando mucho y sintiéndose como él mismo otra vez, luego de que se realizaron correcciones en la dosis de los medicamentos que estaba tomando, que estaban causando efectos secundarios. Dragon declaró que su exesposa había volado a Arizona y había sido una ayuda en su mejoría.

### Muerte
Dragon murió el 2 de enero de 2019, debido a una insuficiencia renal en Prescott, Arizona, a los 76 años de edad, con Tennille a su lado.